# شاغى الضمير (القطن)
'

تعديل مصدري - تعديل

شاغى الضمير هي إحدى قرى عزلة وادي سر بمديرية القطن التابعة لمحافظة حضرموت، بلغ تعداد سكانها 37 نسمة حسب تعداد اليمن لعام 2004.